# Бастида-де-Досси
Бастида-де-Досси (итал. Bastida de' Dossi) — коммуна в Италии, находится в регионе Ломбардия, в провинции Павия.
Население составляет 183 человека (2008), плотность населения составляет 107 чел./км². Занимает площадь 2 км². Почтовый индекс — 27050. Телефонный код — 0383.
Покровителями коммуны почитаются святой Иоанн Креститель, празднование в первое воскресенье сентября, святой Мавр и святая Схоластика, празднование во второе воскресенье октября.

## Демография
Динамика населения:

## Администрация коммуны
- Официальный сайт: